# Вишнёвое (Старобельский район)
Вишнёвое (укр. Вишневе) — село, относится к Старобельскому району Луганской области Украины.
Население по переписи 2001 года составляло 687 человек. Почтовый индекс — 92742. Телефонный код — 6461. Занимает площадь 0,761 км². Код КОАТУУ — 4425180601.

## История
В 1945 г. Указом ПВС УССР хутор Голодаево переименован в Вишневый.

## Местный совет
92742, Луганська обл., Старобільський р-н, с. Вишневе, вул. Новобудівельна, 10 (укр.)